# Palais Lavaggi Pacelli

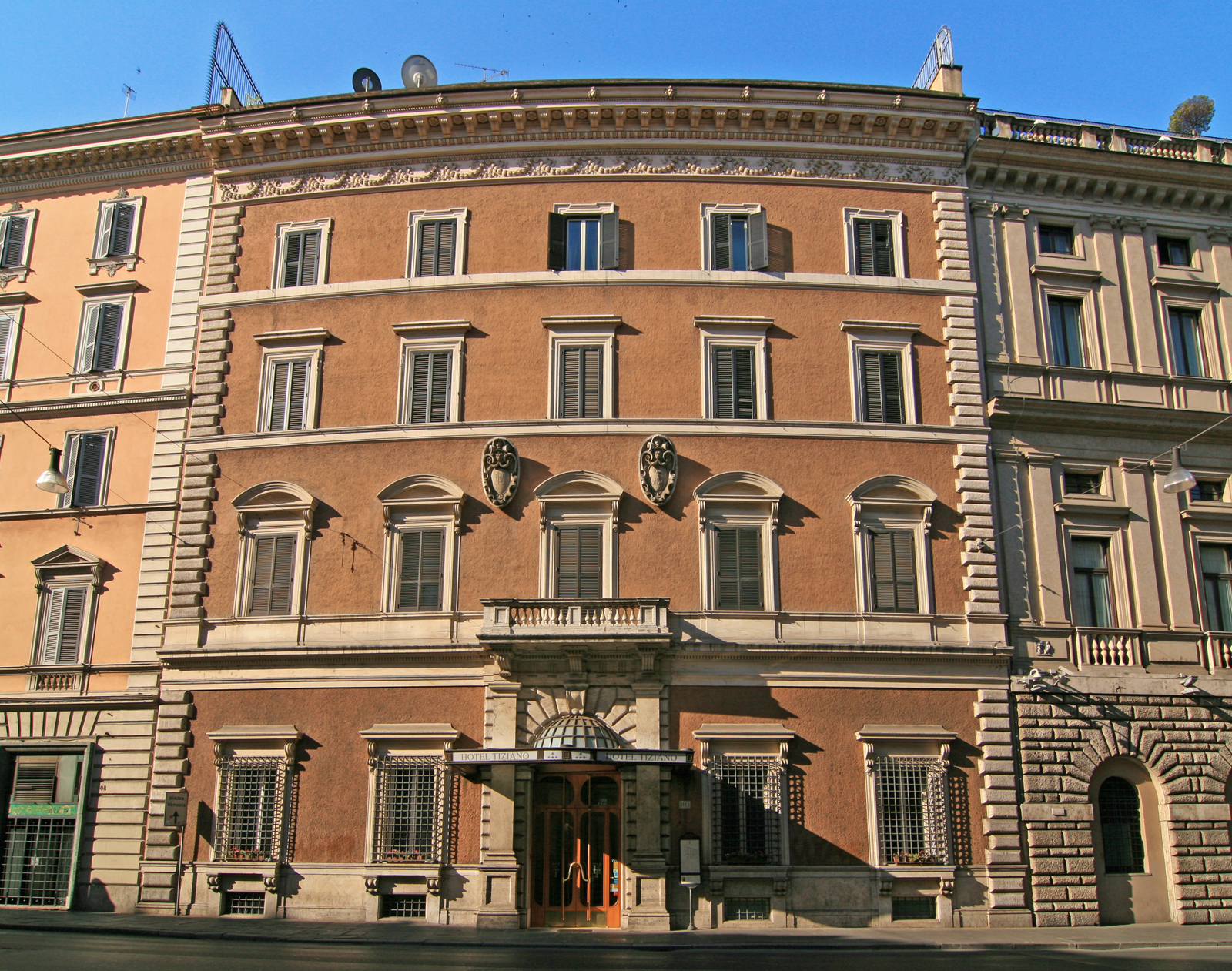
Vue de la façade du corso Vittorio Emanuele II.

Le palais Lavaggi Pacelli est un palais de style néo-Renaissance situé au numéro 110 du corso Vittorio Emanuele II, dans le rione Sant'Eustachio à Rome. Actuellement, il abrite l'hôtel Tiziano. 

## Histoire
Ce palais fut construit en 1888 par Gaetano Koch pour la famille Lavaggi, d'origine sicilienne et présente à Rome depuis la première moitié du siècle; ils ont été faits marquis par le pape Grégoire XVI. La propriété a ensuite été transférée aux Pacelli et est finalement devenue le siège de l’hôtel Tiziano, toujours présent sur le site.

## Description
La façade principale apparaît sur trois étages au-delà du rez-de-chaussée, dans laquelle s'ouvre un puissant portail avec des pilastres à chapiteaux doriques et un balcon en balustrade plus haut. Deux grands blasons flanquent le porche de la fenêtre centrale de l'étage noble : celui de gauche, la famille Lavaggi, et celui de droite, les Pacelli. On remarque aussi l'avant-toit avec une fresque de festons, de rubans et de protomes léonins.